# Статус студента
Статус студента стиче се уписом на одговарајући студијски програм високошколске установе и он је прецизно дефинисан Законом о високом образовању студент је особа која похађа високошколску установу, обично факултет или институт у оквиру неког универзитета, са циљем стицања високог образовања. Студент може да се упише на статус студента чији се трошкови покривају из буџета Републике Србије, (буџетски студент), или студента који плаћа школарину и тако покрива трошкове студирања (самофинасирајући студент)

## Статус буџетског студента
Статус буџетског студента има:
- студент који је уписан на студије по конкурсу и рангиран у оквиру квоте одобрене за финансирање од стране Републике Србије.
- студент који је са статусом буџетског студента, у току школске године, по положеним испитима, стекао 60 ЕСПБ бодова, па тај статус задржава и у наредној школској години.
- самофинансирајући студент који у току школске године оствари 60 ЕСПБ бодова из текуће године студијског програма може у наредној школској години стећи[статус буџетског студента, ако се рангира у оквру укупног броја буџетских студента, на начин и по поступку утврђеним општим актом високошколске установе.

Буџетски студент може у томе статусу имати уписан само један одобрен, односно акредитован студијски програм на истом нивоу студија. Буџетски студент који у току школске године оствари мање од 60 ЕСПБ бодова, може наставити студије у статусу самофинансирајућег студента.

## Статус самофинансирајућег студента
Статус самофинансирајућег студента има:
- студент који је уписан на студије и рангиран за упис као самофинансирајући студент у школској години у којој је уписан по конкурсу.
- студент који је уписан у другу, односно било коју наредну годину, који је у претходној школској години, као самофинансирајући студент остварио најмање 37 ЕСПБ бодова из предмета за које се определио у складу са студијским програмом.[3]

Самофинансирајући студент који у току школске године оствари 60 ЕСПБ бодова из текуће године студијског програма, може у наредној школској години стећи статус буџетског студента.
Избор студената са оствареним правом за прелазак на финансирање из буџета врши се на основу рангирања према оценама добијеним у току студија. Студент не може користити ово право уколико је у току студија губио статус редовног студента услед неуписивања школске године или изрицања дисциплинске мере искључења са студија.

## Оцењивање
Успешност студента у савлађивању појединог предмета континуирано се прати током наставе и изражава се у поенима има где студент, испуњавањем предиспитних обавеза и полагањем испита, може да оствари највише 100 поена.
Успех студента на испиту изражава се оценом од 5 (није положио) до 10 (одличан), али високошколска установа може да пропише и ненумерички начин оцењивања.
Општим актом високошколске установе ближе се уређује начин полагања испита и оцењивање на испиту.

## Испити
Студент испите може да полаже писмено, усмено или практично у седишту високошколске установе, односно објектима наведеним у дозволи за рад. Ипак, високошколска установа може организовати полагање испита ван седишта, ако се ради о испиту из предмета чији карактер то захтева.
Испитни рокови су: јануарски, априлски, јунски, септембарски и октобарски.
Студент има право да 3 пута полаже један испит у току школске године, изузетно, студент коме је преостао један неположени испит из студијског програма уписане године има право да тај испит полаже у накнадном испитном року до почетка наредне школске године.

## Приговор
Студент има право да надлежном органу високошколске установе поднесе приговор на добијену оцену, ако сматра да испит није обављен у складу са законом и општим актом установе, у року од 36 часова од добијања оцене. 
Надлежни орган установе у року од 24 часа од добијања приговора, у складу са одредбама општег акта самосталне високошколске установе, разматра приговор и доноси одлуку по приговору.
Уколико се усвоји приговор студента, студент поново полаже испит у року од три дана од дана пријема одлуке.

## Мировање
На захтев студента може се одобрити мировање и то: у случају теже болести, упућивања на стручну праксу у трајању од најмање шест месеци, одслужења и дослужења војног рока, неге детета до годину дана живота, одржавања трудноће и у другим случајевима предвиђеним општим актом високошколске установе.

## Дисциплинска одговорност студента
Студент може да одговара за повреду обавезе која је у време извршења била утврђена општим актом самосталне високошколске установе, где му се за тежу повреду обавезе може изрећи и мера искључења са студија на високошколској установи. Дисциплински поступак не може се покренути по истеку три месеца од дана сазнања за повреду обавезе и учиниоца, а најкасније шест месеци од дана када је повреда учињена.

## Престанак статуса студента
Статус студента престаје у случају: 
1. исписивања са студија;
2. завршетка студија;
3. неуписивања школске године;
4. кад не заврши студије до истека рока који се одређује у двоструком броју школских година потребних за реализацију студијског програма;
5. изрицања дисциплинске мере искључења са студија на високошколској установи.

Студенту се на лични захтев може продужити рок за завршетак студија, у складу са општим актом високошколске установе.